# دن دانوان
دن دانوان (انگلیسی: Dan Donovan؛ زادهٔ ۶ نوامبر ۱۹۵۶) سیاست‌مدار اهل ایالات متحده آمریکا است. نام کامل او دانیل میشل دانوان جونیور از حزب جمهوری‌خواه (ایالات متحده آمریکا) است و در حال حاضر عضو مجلس نمایندگان ایالات متحده آمریکا است که از حوزه انتخابیه یازدهم نیویورک در ماه مه سال ۲۰۱۵ انتخاب شد. منطقه وی شامل استیتن آیلند و بروکلین نیز می‌باشد. او تنها نماینده جمهوری‌خواه کنگره است که نیویورک سیتی را در مجلس نمایندگان نمایندگی می‌کند.